# Kyrkheddinge församling
Kyrkheddinge församling var en församling i Lunds stift och Staffanstorps kommun. Församlingen uppgick 2000 i S:t Staffans församling.

## Administrativ historik
Församlingen har medeltida ursprung.
Församlingen var till 1598 annexförsamling i pastoratet Stora Råby och Kyrkheddinge för att därefter till 1680 vara moderförsamling i pastoratet Kyrkheddinge och Lunds hospitalförsamling. Från 1680 till 1962 var den moderförsamling i pastoratet Kyrkheddinge och Esarp som från 1946 även omfattade Bjällerups och Stora Råby församlingar. Från 1962 till 1964 var församlingen annexförsamling i pastoratet Brågarp, Nevishög, Kyrkheddinge, Esarp och Bjällerup, från 1964 annexförsamling  i pastoratet Staffanstorp, Kyrkheddinge, Esarp och Bjällerup. Församlingen uppgick 2000 i S:t Staffans församling.

## Kyrkobyggnader
- Kyrkheddinge kyrka